# Nacionalisme francès
El nacionalisme francès és una ideologia nacionalista centrada en la identitat nacional francesa, sorgida amb la Revolució Francesa (1789). Segons diversos estudis, el nacionalisme francès s'ha construït especialment fent ús de la definició i protecció dels monuments nacionals, o patrimoni nacional.
Poc després de la Revolució Francesa, l'estat francès va protegir els monuments. Aquesta protecció servia per a generar mites i símbols nacionals contra les possibilitats dels moviments identitaris regionals i locals. Els distints canvis de règims i governants han mantingut el projecte de construcció de França com a estat nació amb l'actuació baix el missatge de fer-ho per l'interès nacional.